# 海福寺 (目黒区)
海福寺（かいふくじ）は、東京都目黒区下目黒にある黄檗宗の寺院。山号は永寿山。本尊は釈迦如来坐像。

## 沿革
元々は江戸の深川に真言宗の自肯庵から始まり、のちに曹洞宗の僧侶、独本性源が住持した。黄檗宗の開祖隠元禅師が来日した折に、開基を願い、隠元禅師を初代、自分を二代目とした。万治元年（1658年）。日本で隠元禅師が初めて開いた寺院である。明治43年（1910年）、現在地に移転。移転に伴う墓地整理の際に檀家の溝口家のミイラが発掘され、東京帝国大学に献体された。

## 本堂
海福寺の本堂は、中山忠能侯爵邸を移設したものである。大正天皇が幼少時に養育された建物であった。国の登録有形文化財に登録されている。

## 文化財
- 本堂 - 国の登録有形文化財[3]
- 梵鐘 ― 東京都指定有形文化財。天和三年（1683年）作
- 阿弥陀如来像 ― 区指定文化財。木造、立像。推定12世紀頃製作
- 四脚門 ― 区指定文化財。江戸時代中頃の作。宇和島藩伊達家の寄進による。明治後期に廃寺となった泰雲寺より移築[4]
- 永代橋沈溺諸亡霊塔 ― 文化四年（1807年）、富岡八幡宮の祭礼で集まった見物人の重みに耐えきれずに永代橋が落ち、1400人もの死傷者が出た。それを供養したもの。

## 所在地
東京都目黒区下目黒三丁目20番9号

## 近隣情報
- 五百羅漢寺 ― 隣り
- 青木昆陽墓 ― 直近
- 瀧泉寺（目黒不動） ― 近く

## 交通アクセス
東急目黒線不動前駅より徒歩8分